# Агада, Калеб
Калеб Апочи Агада (англ. Caleb Apochi Agada; род. 31 августа 1994, Лафиа, Нигерия) — нигерийско-канадский профессиональный баскетболист, играющий на позиции атакующего защитника.

## Ранний период жизни
Калеб родился в Лафиа, Нигерия, переехал в канадский город Берлингтон Онтарио в возрасте шести лет.

## Карьера
Агада играл за студенческую баскетбольную команду Университета Оттавы «Джи-Джис» с 2012 по 2017 год.
Профессиональная карьера:
Агада начал свою карьеру в испанской команде Prat Joventud в сезоне 2017-18.
В сезоне 2018-19 он перешел в Мелилья Балонсесто. Также продолжил выступать за Мелилья Балонсесто в сезоне 2019—2020.
19 мая 2020 года он подписал контракт с «Хапоэль Беэр-Шева» из Израильской баскетбольной премьер-лиги. 26 июля он воспользовался своим правом остаться в «Хапоэль Беэр-Шева» в сезоне 2020-21.
24 августа 2021 года Агада подписал контракт с «Мельбурн Юнайтед».
10 июля 2022 года Агада подписала контракт с «Прометеем» из Латвийско-Эстонской баскетбольной лиги и Еврокубка.
23 июня 2023 года Агада подписал контракт с командой «Оттава БлэкДжекс» из Канадской элитной баскетбольной лиги, но был уволен 3 июля.
4 июля 2023 года Агада подписал второй контракт с «Прометеем» из Латвийско-Эстонской баскетбольной лиги.
11 сентября 2024 года Агада подписал контракт с российской командой «Автодором» из Лиги ВТБ. 5 мая 2025 года «Автодор» объявил об уходе Калеба Агады.
В мае 2025 года Агада был в составе «Аль-Ахли Триполи» в сезоне БАЛ 2025 года . Он помог им выиграть свой первый чемпионат BAL. Агада также был включен в первую сборную БАЛ Лучший игрок защиты, поскольку в среднем за игру он совершал 2,3 перехвата.
2 августа 2025 года Агада подписал контракт с испанским клубом «Лерида».

## Карьера в национальной сборной
Калеб ранее вызывался играть за канадскую национальную сборную по баскетболу. Он был вызван играть за нигерийскую национальную сборную по баскетболу во время отборочных игр чемпионата мира по баскетболу ФИБА 2019 года, во время квалификационного окна 23-24 февраля 2019 года в Лагосе он набирал в среднем 4,3 очка, 4,7 подбора и 4,3 передачи. В 2021 году он представлял Нигерию на Олимпийских играх в Токио.

## Достижения
- Чемпион Баскетбольной Африканской лиги: 2025
- Чемпион Латвийско-эстонской баскетбольной лиги (2): 2022/2023, 2023/2024